# Amos Oz
Amos Oz  (hebrejsko עמוס עוז) (rojen kot Amos Klausner), izraelski pisatelj, novinar in razumnik, * 4. maj 1939, Jeruzalem, Britanski mandat za Palestino, † 28. december 2018, Petah Tikva, Izrael.
Amos Oz je avtor več kot 40 književnih del, vključno z romani, zbirkami kratkih zgodb, otroških knjig in esejev. Njegova dela so prevedena v številne jezike – velja za najbolj prevajanega izraelskega pisatelja. Prejel je več knjižnih nagrad, med drugimi francosko odlikovanje red viteza legije časti, špansko nagrado princa Asturije za literaturo, Goethejevo nagrado in nagrado Heinricha Heineja, mirovno nagrado nemškega združenja založnikov in knjigotržcev. Leta 2017 je bil uvrščen med finaliste za mednarodno nagrado booker in je bil več let eden od kandidatov za Nobelovo nagrado.
Med njegova znana dela spadajo romani Moj Mihael, Črna skrinjica, Panter v kleti, Zgodba o ljubezni in temnini, ki so prevedena tudi v slovenščino.
Bil je tudi zagovornik politike strpnosti do Palestincev.